# 若気嘲弄物語
『若気嘲弄物語』（『若気嘲哢物語』、にゃけちょうろうものがたり）は、室町時代に書かれたお伽草子。全1冊。

## 概要
島原図書館松平文庫蔵書の写本1冊のみが現存する。その写本の奥書には天文17年（1548年）6月中旬の右大臣一条兼冬による一文として「右一冊者故禅閤＜後成恩寺＞之述作云々、一笑云々」とあることから、古くから兼冬の曾祖父である一条兼良の著作であるとする説と反対に兼冬が兼良の著作であることを否定したとする説があった。だが、物語における『伊勢物語』の解釈と同物語に関する兼良の注釈書（『伊勢物語愚見抄』）との差異があることから、同一人物の著作（＝一条兼良の著作）であると見るのは難しいと考えられている。ただし、物語の舞台として「宝徳2年6月17日（1450年7月25日）」の夜であることが明記されており、室町時代の著作であるとは考えられている。俗に“稚児物”と呼ばれる分野に分類されるが、この類型に見られる稚児との男色を描くのではなく、反対にこうした風潮を否認するために書かれたという点で珍しい作品と言える。一貫して男色否定の啓蒙に重点が置かれているために明確な起承転結を欠き、「物語としての興趣は乏しい」「やや衒学的で戯文的な要素の強い物語」という評価につながることになる。

## 内容
宝徳2年6月17日の夜、清水寺に通夜で集まった僧俗が世間話をしているうちに、男色の話題となる。
そこで、俗人が女房を迎えることが出来るのにもかかわらず男色に走るのは、親不孝で天智開闢以来の男女の道にも奉公の道にも反するとする意見が出される。すると、仏典も男色を認めていないのに弘法大師がそうであったという虚説が流されている。孔子も老子も顔回もこのようなことは唱えていないし、歴史書にもそういった話は載っていない。子供を生んで仏法・王法を続けさせるのが女人の徳なのに若俗（＝男色）がこれを阻んでいる。歌道にも男女の歌はあっても若俗の歌はない。『源氏物語』『伊勢物語』にもそうした話はない。……などの非難が夜通しで繰り広げられる。参加者が皆寺を出て下向した後で、作者は近年の天災や人民不和は男色の非道を咎めるためではないかと主張し、男色をやめれば天下静謐・四海安穏になるであろうと締めている。